# مارتونوش
مارتونوش (به صربی: Martonoš) یک منطقهٔ مسکونی در صربستان است که در ناحیه بانات شمالی واقع شده‌است. مارتونوش ۲٬۱۸۳ نفر جمعیت دارد و ۷۶ متر بالاتر از سطح دریا واقع شده‌است.